# Rocker Ski
Rocker Ski sind Alpinski, die eine negative Vorspannung aufweisen. Während ein Ski mit positiver Vorspannung (auch Camber genannt) unbelastet an Schaufel und Skiende, also an zwei Kontaktpunkten, auf einem flachen Untergrund aufliegt, berührt ein Rocker diesen in der Skimitte unter der Bindung.

## Geschichte
Nachdem Freerider bemerkt hatten, dass Ski mit negativer Vorspannung im Tiefschnee leichter zu fahren waren, kam im Jahr 2001 mit dem von Shane McConkey inspirierten Volant Spatula der erste Rocker speziell für den off-piste-Bereich auf den Markt. Auch für das Befahren der Halfpipe zeigten sich Vorteile, sodass es in der Folge Modelle für Freeskiing gab. Die einfachere Schwungeinleitung durch die kürzere effektive Kantenlänge führte zu Überlegungen, die Technik auch für Pistenski zu verwenden. Demzufolge wurden ab 2010 auch bei vielen Modellen für die Piste Elemente der Rocker-Bauweise eingeführt.

## Bauarten
- Full Rocker kommen im Freeride-Segment und bei Park- and Pipe-Skiern vor. Bei solchen Modellen sind Schaufel und Spitze aufgebogen und die effektive Kantenlänge auf ebener Piste ist kurz. Sie werden auch Tip & Tail-Rocker genannt.
- Tip Rocker weisen eine Aufbiegung nur im Bereich vor der Bindung auf. Diese kann bei Freerideski direkt vor der Bindung beginnen oder – bei manchen Pistenski – nur eine verlängerte Schaufelaufbiegung darstellen. Manchmal wird der Rocker-Anteil im Verhältnis zur Camber-Länge angegeben (10:90, 20:80 usw.).

## Vor- und Nachteile
- im Tiefschnee führt die Aufbiegung – bei manchen Freeride-Modellen mehrere Zentimeter – dazu, dass die Schaufel besser aufschwimmt und die Skispitzen auch ohne Rücklage aus dem Schnee ragen.
- der gleiche Vorteil besteht bei Neuschnee auf präparierten Pisten und bei Sulzschnee.
- die kürzere effektive Kantenlänge erleichtert die Schwungeinleitung auf ebener Piste sowohl beim Carving als auch beim Parallelschwung.
- da beim Carven der Ski aufgekantet und durchgebogen wird, steht in der Kurve dennoch die gesamte Kantenlänge zur Verfügung, so dass der volle Kantengriff gewährleistet ist.
- in der Geradeausfahrt ist die aufliegende Kante dagegen kürzer, so dass der Kantengriff schlechter ist als bei gleich langen Camber-Ski.
- die frei schwingende Masse vor dem vorderen Kontaktpunkt ist größer als bei klassischen Camber-Ski, dadurch vibrieren die Rocker Ski auf harter Piste und bei höheren Geschwindigkeiten stärker. Dem wird versucht, durch mehr Dämpfung oder leichtere Materialien (z. B. Paulownia-Holz) und Bauweisen (Wabenstruktur) in der Schaufel entgegenzuwirken. Dadurch wiederum kann die Spritzigkeit leiden.